# Георг Маркварт

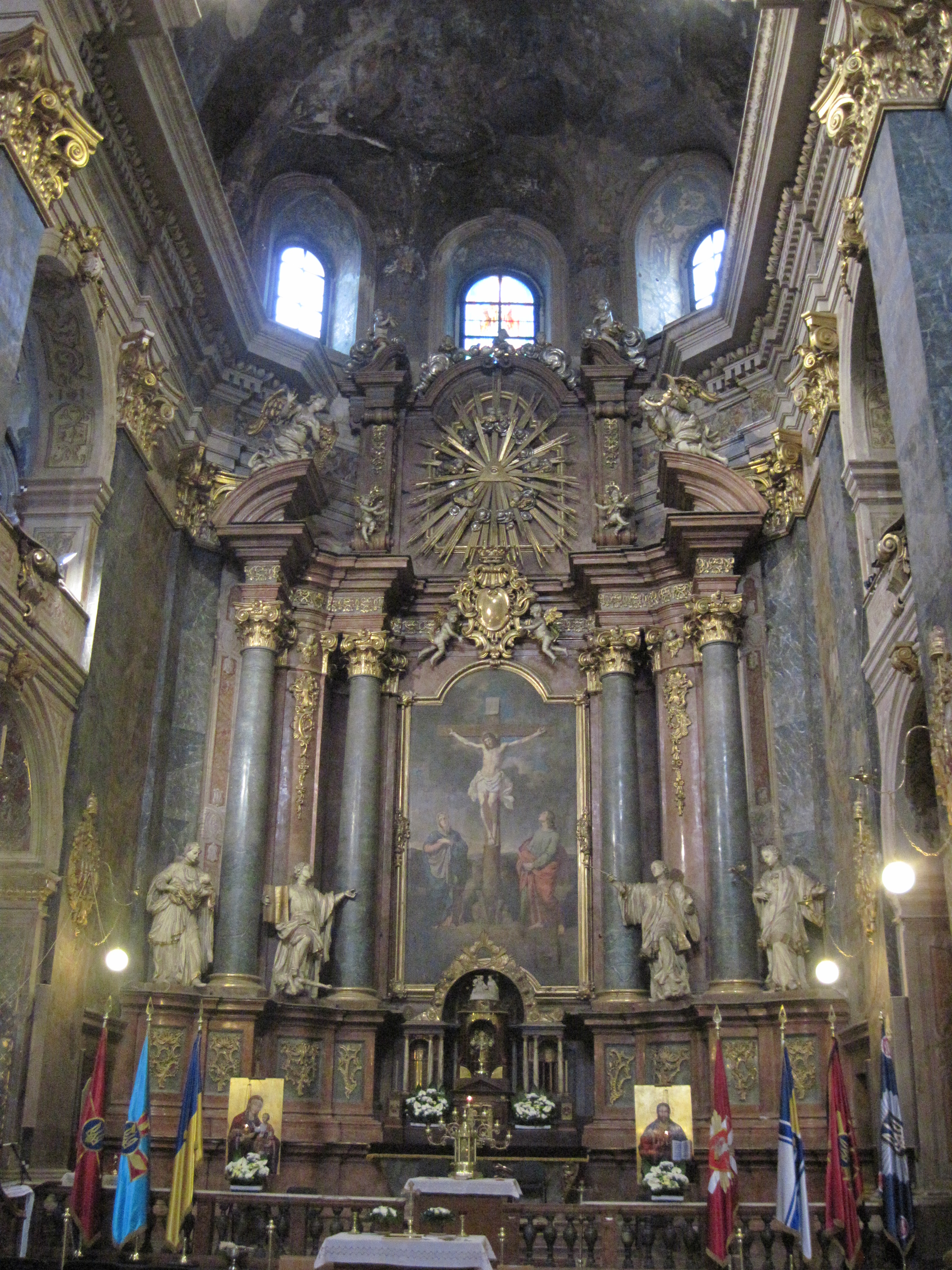
Костел єзуїтів (Львів). Чотири вівтарні скульптури роботи Георга Маркварта, 1747 р.

Георг Маркварт (іноді Jerzy Józef Markwart; ? — 1748) — скульптор очевидно німецького походження, який працював у Галичині. Згадується у Львові з 1741 року. Походив з моравського мистецького простору (точніше, з Священної Римської імперії). Після його смерті збереглися: список рухомого майна майстра, серед якого було багато предметів, пов'язаних з чеським мистецтвом; підтведження контактів з майстрами, які походили з півдня Імперії (Йозеф Штиль, Конрад Кутшенрайтер).

### Роботи
- Алегоричні скульптури із катафалку Якуба Людвіка Собєського в Жовкві (на думку Анджея Бетлея, відсутні аргументи, які б заперечували цю атрибуцію[2]), 1743 р.
- Вівтарі для тимчасової каплиці домініканського костелу у Львові, 1747 р.[2]

#### Приписувані роботи
- Вівтарі в Жовківській колегіаті
- Чотири скульптури головного вівтаря костелу єзуїтів у Львові (1747 р.).
- Надгробок князів Яблоновських у костелі єзуїтів, Львів.[3]